# Mantua (Ohio)
Mantua è un villaggio degli Stati Uniti d'America, situato nello stato dell'Ohio, nella contea di Portage.